# ミナルディ・M190
ミナルディ・M190（Minardi M190）は、ミナルディが1990年のF1世界選手権参戦用に開発したフォーミュラ1カー。デザイナーはアルド・コスタ。

## 概要
1990年シーズンの序盤2戦はM189Bが投入され、その発展型としてM190は第3戦サンマリノGPから投入された。

### 開発
M190はカラーリングを踏襲していることもあり前作M189と似ていたが、細部には多くの変更が施されていた。最も大きな変更はリヤセクションで、サスペンションが一新されギアボックスも変更されたほか、シャシー剛性向上のためエンジンマウントやベルハウジングが新設計とされた。
エンジンは市販型のコスワースDFRをスイスのハイニー・マーダー・レーシング・コンポーネンツがチューンしたものを搭載した。M190の発表時には、翌1991年からミナルディにフェラーリ製V12エンジンを搭載する契約も発表され話題を呼んだ。
エアロダイナミクスでは、M189よりノーズの先端が鋭く尖っており、ベネトンでロリー・バーンが採用しているような大型のフロントウイングをシャシー中央から翼端板内側にワイヤーを張り支持する方式を採用した。
細部ではフロントウィングの外側裏面に、前年ダラーラが採用し他チームが追随した、翼端板下部の内側にフロントタイヤまで伸びる整流板をもう一枚追加した「ヴォルテックスジェネレータ」の前身となる空力パーツを装備するなど、翌年からのフェラーリ・エンジン獲得決定による開発意欲向上を具現化する新規開発パーツが多数盛り込まれていた。アンダートレイとリアウイングも新設計である。

### 1990年シーズン
ドライバーはエースのピエルルイジ・マルティニと、前年スポット参戦したパオロ・バリッラのコンビ。マルティニは第3戦サンマリノGP予選中にクラッシュし足を骨折したため決勝出場を断念し、1戦欠場した。
M190は信頼性に欠け、マルティニは完走5回、バリッラは完走4回に予選落ち6回と、結果を残すことはできなかった。バリッラは第14戦スペインGPを最後に契約解除され、残る2戦ではフェラーリ・テストトライバーのジャンニ・モルビデリを起用したが、チームはシーズンを通して選手権ポイントを獲得することはできなかった。M190のベストリザルトはマルティニによる8位（第15戦日本GP）だった。

## F1における全成績
(key) （太字はポールポジション）
| 年     | シャシー | エンジン                       | タイヤ | No | ドライバー               | 1   | 2   | 3   | 4   | 5   | 6   | 7   | 8   | 9   | 10  | 11  | 12  | 13  | 14  | 15  | 16  | ポイント | 順位 |
| ------ | -------- | ------------------------------ | ------ | -- | ------------------------ | --- | --- | --- | --- | --- | --- | --- | --- | --- | --- | --- | --- | --- | --- | --- | --- | -------- | ---- |
| 1990年 | M190     | フォード コスワース DFR 3,5 V8 | P      |    |                          | USA | BRA | SMR | MON | CAN | MEX | FRA | GBR | GER | HUN | BEL | ITA | POR | ESP | JPN | AUS | 0        | -    |
| 1990年 | M190     | フォード コスワース DFR 3,5 V8 | P      | 23 | ピエルルイジ・マルティニ |     |     | DNS | Ret | Ret | 12  | Ret | Ret | Ret | Ret | 15  | Ret | 11  | Ret | 8   | 9   | 0        | -    |
| 1990年 | M190     | フォード コスワース DFR 3,5 V8 | P      | 24 | パオロ・バリッラ         |     |     | 11  | Ret | DNQ | 14  | DNQ | 12  | DNQ | 15  | Ret | DNQ | DNQ | DNQ |     |     | 0        | -    |
| 1990年 | M190     | フォード コスワース DFR 3,5 V8 | P      | 24 | ジャンニ・モルビデリ     |     |     |     |     |     |     |     |     |     |     |     |     |     |     | Ret | Ret | 0        | -    |